# Parviturbo concepcionensis
Parviturbo concepcionensis är en snäckart som först beskrevs av Lowe 1935.  Parviturbo concepcionensis ingår i släktet Parviturbo och familjen Skeneidae. Inga underarter finns listade i Catalogue of Life.